# Jaap van de Beek
Jaap van de Beek, född 12 mars 1967 i Nederländerna, är en svensk-nederländsk professor i signalbehandling, verksam vid Luleå tekniska universitet.
Van de Beek avlade examen i tillämpad matematik vid University of Twente i Nederländerna. Doktorshandlingen erhölls på Luleå tekniska universitet år 1998. Titeln är "Synchronization and Channel Estimation in OFDM Systems". Åren 1994–2013 var van de Beek verksam på Telia Research, Nokia Networks, och Huawei Technologies. Han var med och utvecklade basstationsmottagaralgoritmer för GSM och "tredje generationens mobila mobilkommunikationssystem". Före van de Beek började på Huawei år 2002 var han verksam vid Lunds tekniska högskola. År 2010 tilldelades Van de Beek priset "IEEE Communications Society Heinrich Hertz award". 